# هنریک آذریان
هنریک آذریان  بازیکن فوتبال بازنشسته در پست دروازه‌بان ارمنی‌تبار اهل ایران است که در جام تخت جمشید ۱۳۵۵ بازی کرد.

## باشگاهی
از باشگاه‌هایی که در توپ زده‌است می‌توان آرارات تهران را اشاره کرد.